# 四川山鹧鸪
四川山鹧鸪（拉丁語：Arborophila rufipectus）为雉科山鹧鸪属的鸟类，俗名荀鸡、砣砣鸡，是中国的特有物种。分布于四川等地，一般栖息于阔叶林下的浓密竹丛和灌丛。该物种的模式产地在四川甘洛县的大桥公社。

## 描述
四川山鹧鸪是一种中等体型(30厘米)、色彩浓艳的山鹧鸪。头顶褐，眉纹白，胸部具宽阔的栗色环带及喉近白为本种特征。眼周裸皮红色，耳羽黄棕色。虹膜呈暗褐；嘴为灰色；脚近粉色。
繁殖雄鸟早晚间或正午鸣叫，叫声为嘹亮的上升哨音，间隔数秒反复重复。

## 分布
四川山鹧鸪为中国中部特有种。

## 习性
具本属的典型特性。成对或成小群在地面烂树叶间翻找觅食。

## 保护现状
四川山鹧鸪为全球性濒危物种。栖息环境的丧失导致至野外数量极为稀少。仅存于四川南部(甘洛、屏山、马边、攀枝花市等地)海拔1000～2200米处的低山亚热带阔叶林中，亦见于云南东北部。
- 中国国家重点保护动物等级：一级